# イト (クリープハイプの曲)
「イト」（いと）は、クリープハイプのメジャー11枚目のシングル。2017年4月26日にユニバーサルミュージックジャパンより発売された。初回限定盤にはライブCDが付属。

## 概要
表題曲「イト」は、菅田将暉主演の映画『帝一の國』の主題歌として書き下ろされた。映画主題歌を担当するのは『脳内ポイズンベリー』以来約2年振りとなる。
ジャケットはメンバー4人の顔を合成した架空の人物が紐に囲われているデザインで「さまざまな縛りがある世の中で、もがきながらも前に進もう」というメッセージが込められている。
ミュージックビデオは、京都を拠点に活動している劇団「ヨーロッパ企画」の山口淳太が監督を務め、紙人形と実写を融合して撮影された「ハイブリッド・ペープサート」となっており、同じくヨーロッパ企画所属の角田貴志によってイラスト化されたメンバーの紙人形たちが、メンバー自身の「イト」によって操られ、バンド活動をしていく様が描かれている。
ゲストとして以前から尾崎世界観のものまねを披露していた清水ミチコやほいけんた、グラビアアイドルの都丸紗也華が出演している。

## 収録曲

### CD
1. イト [3:41]
(作詞・作曲：尾崎世界観)
  - 映画「帝一の國」主題歌。
  - 永井聡監督をはじめとする映画スタッフ陣から「映画のテーマ、世界観にはまるバンドはこのバンドしかいない！」と熱いオファーがあり実現した。
  - タイトルは、ライバルを蹴落として勝ち残ろうともがく映画の登場人物達の人生模様を、操り人形に例えての“糸”と生き抜く戦略の“意図”とが掛けられている[1]。
2. 月の逆襲 [3:11]
(作詞・作曲：長谷川カオナシ)
  - 尾崎世界観がナビゲーターを務めるJ-WAVE「SPARK」にて長谷川カオナシがマイへアイズゴッドとして番組に投稿した楽曲。
3. 君が猫で僕が犬 [3:44]
(作詞・作曲：尾崎世界観)
  - インディーズ時代の未音源化楽曲。

### 初回限定盤CD
- 全国ツアー「秘宝館」～満開栗の花～ 2017.3.16＠新木場 STUDIO COAST

1. ホテルのベッドに飛び込んだらもう一瞬で朝だ [3:11]
2. 白い子 [3:04]
3. 空色申告 [2:35]
4. ただ [4:16]
5. ねがいり [6:33]
6. 君の部屋 [2:28]
7. 鬼 [3:41]
8. は？ [2:28]
9. 5% [4:59]
10. 大丈夫 [4:10]
11. 門出船出参上！～シャンプーを水で薄めるな～ [3:30]
  - Bonus Track